# Neotoma goldmani
Neotoma goldmani es una especie de roedor de la familia Cricetidae.

## Distribución geográfica
Se encuentra en México. 